# Johan Björkqvist
Johan Fritiof Björkqvist, född 1874 i Göteborg, död 1964, var en svensk fotograf och konstnär. Han var far till Nils Björkqvist.
Björkqvist var som konstnär autodidakt. Hans konst består av porträtt, djurmotiv och landskapsmålningar. Björkqvist är representerad vid Mölndals bibliotek.